# 亀八食堂
亀八食堂（かめはちしょくどう）は、三重県亀山市布気町（ふけちょう）にある焼肉店。

## 概要
亀山市を通過する幹線道路を往来するトラックの運転手や近隣の工場労働者、ツーリング中のライダーに親しまれてきた店舗であり、店独自の味噌だれで具材を鉄板に広げて焼くスタイルを特徴としている。
亀山市のご当地グルメである亀山みそ焼きうどんの元祖・発祥の店とされるが、同店のメニューに「亀山みそ焼きうどん」はない。

## 歴史
亀山市は関東地方と近畿地方を結ぶ国道1号・東名阪自動車道・新名神高速道路が通る交通の要衝であり、多くのトラックが行き交っている。高度経済成長期には国道1号をトラックが昼夜を問わず通行し、亀山は交通の難所である鈴鹿峠を控えていたためたびたび渋滞し、運転手の休憩地点として利用された。そうした運転手を対象として焼肉店が次々と開店し、そのうちの1店に亀八食堂があった（1961年創業）。
彼らが食事の締めとして残ったタレにうどんを投入して食べたのが「亀山みそ焼きうどん」の始まりであるが、「亀山みそ焼きうどん」という名前は店側がメニューに掲載していたわけでも、運転手の間で呼ばれていたわけでもなく、ご当地グルメとして宣伝するために付けられたものである。
なお、客のほとんどがトラック運転手で占められていた頃は豚、牛、ホルモンA、ホルモンBしか肉類のメニューはなかった。ホルモンは臭みが強く、臭みを消すために地元で使われている赤味噌に香辛料を加えて提供したのが味噌だれの始まりであり、亀山の焼肉店では独自の配合を凝らした。また、亀山の焼肉店では網焼きではなく鉄板焼きが一般的であったこともみそ焼きうどんへと発展する素地となった。
焼肉店が数ある中で、亀八食堂はテレビCMを打ち、トラックの運転手中心の客層から女性客や家族連れを含む多様な客層に変化した。このCMの「来てね来てよね」というフレーズは三重県民に広く知られ、亀山市で食されるみそ焼きうどんの認知度も上昇した。また、肉類のメニューにロースやカルビなどが追加され、店舗の改装も行われた。
しかし、その一方で「大雑把」と評される店の個性が変わることはなかった。その後、1995年（平成7年）に亀山バイパスが開通するとトラックの流れがバイパスに移り、旧道沿いの焼肉店は苦境に立たされたが、亀八食堂は生き残った。

## 特色

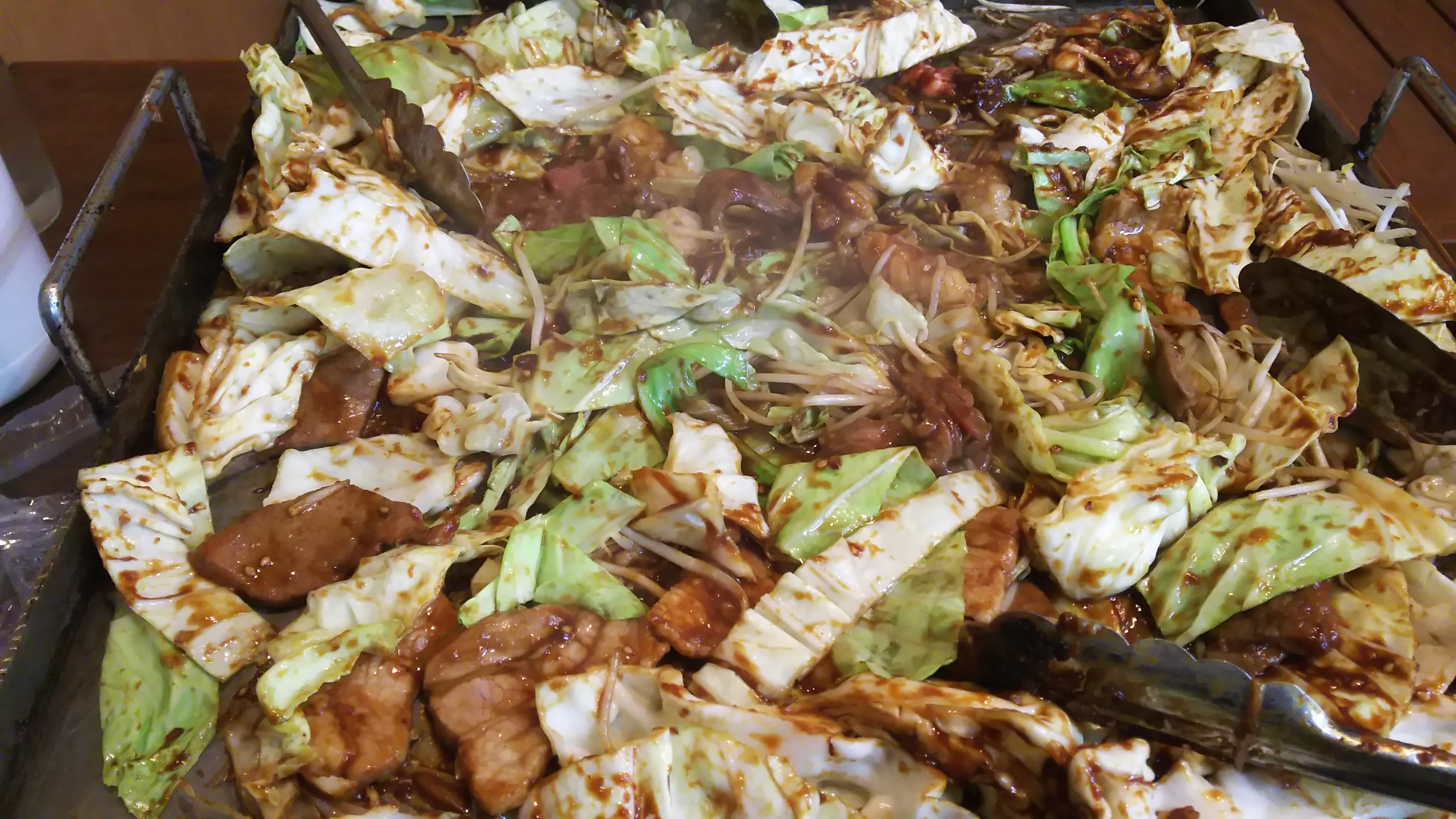
亀八食堂の焼肉（うどんを入れる前の様子）

濃厚な味噌だれの味、鉄板に広げて焼くという豪快な調理法、「大雑把」と表現される店舗の雰囲気を特徴としている。レジ前にはパック詰めしたオリジナルの味噌だれが積まれており、購入することができる。うどん玉は味噌だれをよく吸い込むように、スーパーマーケットなどで売られているあまりコシのないタイプの麺を使っている。
店舗の外観は「古き良き道路脇の食堂」の雰囲気が出ている。店内には鉄板を設置した4人掛けのテーブル席がずらりと並び、食事時には満席となり待ち行列もできる。（2人掛けのテーブル席や座敷もある。）
改装前の店内は土間で、客はほとんどがトラック運転手と、初心者には入りにくい雰囲気があったという。水や茶はセルフサービスで、コップとしてワンカップ大関の空き容器が給水機の前に置かれている。これを亀八食堂では「資源の再利用」と称する。

### メニューと調理法
メニューはロースやカルビなどの肉類、味噌汁、ご飯、漬物、うどん玉、焼きそば玉、サラダとアルコール飲料・ソフトドリンクであり、「亀山みそ焼きうどん」はない。肉類を注文すると野菜が自動的にセットで付いてくる。
注文すると店員がまずキャベツとモヤシを鉄板に広げ、その上に肉と味噌を載せる。肉は部位ごとに分けることはせず、まとめて鉄板に載せられる。後は客が自らトングを使ってかき混ぜながら調理する。
客が自ら調理するスタイルのため、特に決まった調理法があるわけではないが、一般に適度に肉や野菜を食べ終えたところでうどんを投入して炒めて食べる。これが亀山みそ焼きうどんであるが、客が思い思いに調理して食べる裏メニューであり、ご当地グルメとして売り出されるまで「亀山みそ焼きうどん」という名称はなく、店側が「亀山みそ焼きうどん」として提供しているわけではない。
なお、亀八食堂は自店を「焼肉店」と考えており、「亀山みそ焼きうどん」を注文しても「ウチにはない」と答えている。

### テレビCM
三重テレビ放送でテレビCMを放映していた。ホームビデオ風の映像と「来てね、来てよね」というキャッチコピーが印象的なCMであった。

## 亀山みそ焼きうどんとの関係

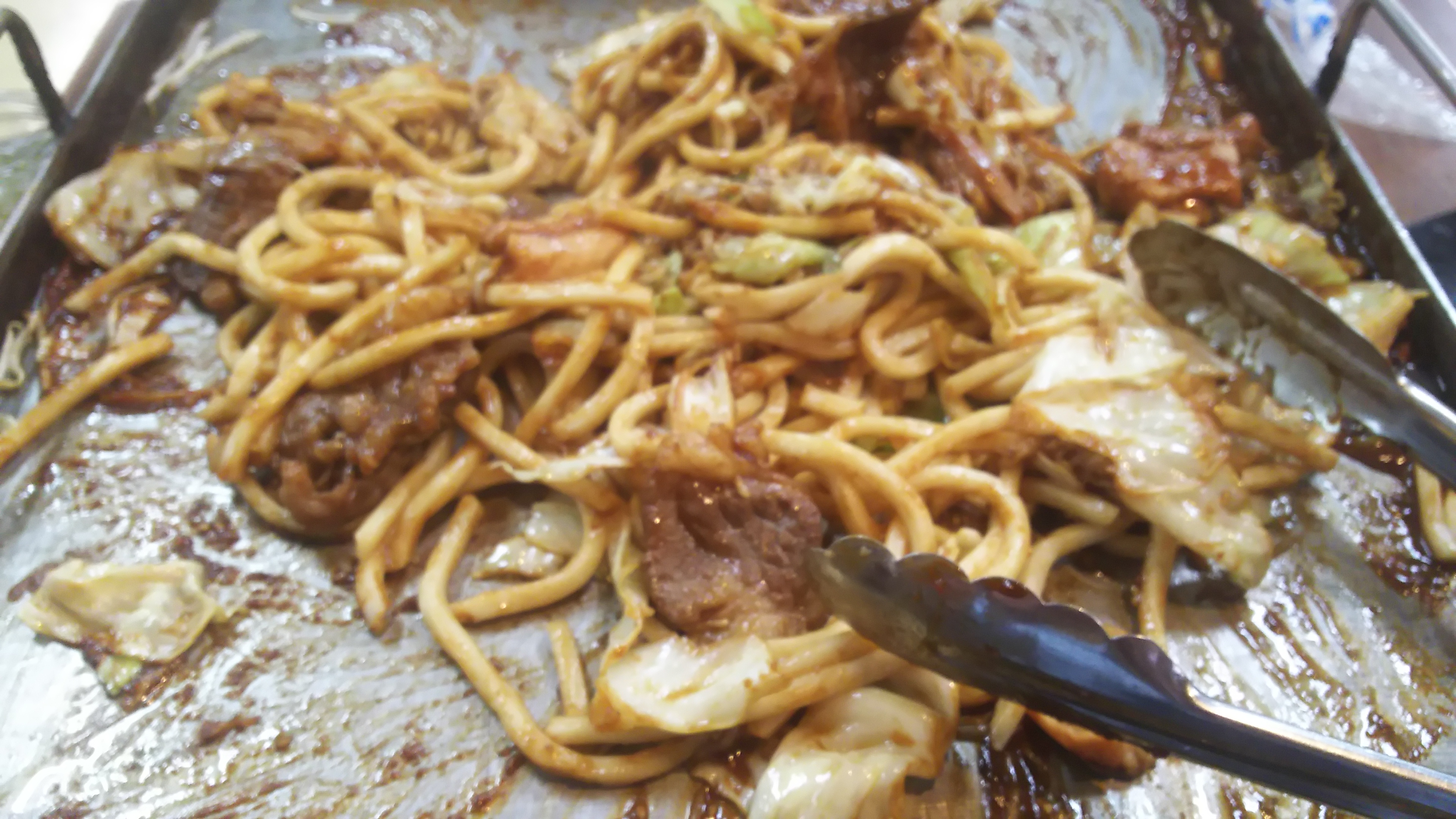
亀八食堂の焼肉（うどんを入れた後の様子）

味噌だれの焼肉を食べ終えた後の鉄板で、締めにうどんを炒めて食べるという亀八食堂の裏メニューをご当地グルメとして売り出したものが「亀山みそ焼きうどん」である。特定店舗の裏メニューから始まったため、ご当地グルメとして亀山みそ焼きうどんを宣伝し始めた頃には亀山市民でさえも知らない人が多く存在した。
また亀八食堂は当初、亀山みそ焼きうどんの取り組みに対し、「関係ないから勝手にやってくれ」というスタンスであったという。これは亀山みそ焼きうどんによる地域おこしを仕掛けたのが、飲食店関係者を含まない一般市民や市役所職員で結成された任意団体であり、亀八食堂は彼らの活動をただの遊びとして捉えていたことが背景にある。
その後、亀山みそ焼きうどんを仕掛けた亀山みそ焼きうどん本舗は三重県内外へのイベントに出展して亀山みそ焼きうどんを広めることに成功し、テレビ番組『欽ちゃんのニッポン元気化計画』（三重テレビ）・『秘密のケンミンSHOW』（日本テレビ系列）で取り上げられた。特にケンミンSHOWは3日間に渡る入念な取材を行い、番組放映直後には亀八食堂に客が殺到し、うどんの在庫が尽きるほどの売り上げがあったという。なお、亀八食堂は2015年（平成27年）10月の亀山みそ焼きうどんマップに掲載されているが、あくまでも「亀山みそ焼きうどん」というメニューはないとしている（先述）。